# Noureddine Khayachi
Noureddine Khayachi (arabe : نور الدين الخياشي), de son vrai nom Mahmoud Ezzedine Khayachi, né le 14 décembre 1918 à Tunis et mort le 4 mai 1987, est un peintre tunisien.

## Biographie
Né dans la bourgeoisie tunisoise, il devient peintre après avoir reçu une solide formation académique dans cet art et en s'inspirant de son père, Hédi Khayachi, considéré comme l'une des figures marquantes de la peinture tunisienne. Il part à Rome (Italie) en 1937 et s'inscrit à l'Académie italienne des beaux-arts, où il apprend son art auprès de grands peintres académiciens internationaux. Ceci l'amène à adhérer à l'approche classique dont il est considéré comme l'un des pionniers en Tunisie.
Il retourne dans son pays natal en 1941, fort d'une expérience originale en matière d'étude des couleurs à travers les âges et d'une nouvelle spécialité : le traitement des anciens tableaux classiques et leur restauration selon les données historiques. En 1959, il réalise un certain nombre de ses meilleurs tableaux dont La nouvelle Tunisie et Le hammam. Parmi ses grandes expositions figure celle des arts plastiques à Tunis en 1964 et celle à la salle Yahia en 1982, où ses peintures connaissent le succès.
Il excelle à la fois dans la représentation des axes classiques, comme la nature ou le nu, et dans la reproduction des aspects traditionnels de la médina de Tunis. En 1983, il part pour l'Arabie saoudite, où il devient le seul peintre tunisien à avoir laissé une empreinte en formant plusieurs artistes dans le domaine de la peinture classique.
Noureddine Khayachi est marié à la princesse Fatma Bey (1922-2001), fille du prince Ismaïl Bey et petite-fille d'Ali III Bey, avec laquelle il a un garçon et deux filles.